# Ladislau Bölöni
Ladislau Iosif Bölöni (maghiară László Bölöni; n. 11 martie 1953, Târgu Mureș, România) este un fotbalist român, francez și maghiar retras din activitate, care a jucat pe post de mijlocaș la echipe ca ASA Tîrgu Mureș, Orléans⁠(d) și Steaua București. Pe plan internațional, are prezențe la națională pentru România. După încheierea carierei, a devenit antrenor, și a antrenat, printre altele, Nancy, Al-Khor Sports Club⁠(d) și Rennes.

## Biografie

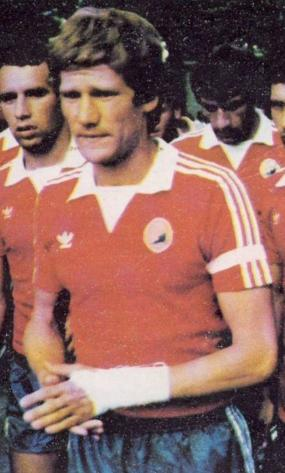
Bölöni la echipa națională a României

S-a născut în Târgu Mureș. A copilărit în orașul Târnăveni. În 1967 a debutat ca fotbalist la echipa Chimica Târnăveni, echipă în care a jucat până în 1969. Timp de 14 ani, între 1970 și 1984, a făcut parte din echipa ASA Târgu Mureș, fiind transferat apoi la Steaua București.
În anii 1977 și 1983 a fost desemnat cel mai bun fotbalist al României.
A jucat 108 meciuri în echipa națională, pentru care a marcat 25 de goluri. A fost de 23 de ori căpitan al echipei naționale de fotbal a României. El a fost primul jucător cu 100 de selecții.
Din anul 2000 și până în 2001 a fost antrenor al acestei echipe, cu un bilanț de 13 meciuri jucate, dintre care 8 câștigate, 2 egaluri și 3 meciuri pierdute.
Între 2001 și 2003 a antrenat echipa portugheză Sporting Lisabona. În primul sezon pe banca lui Sporting a reușit să câștige atât Campionatul Portugaliei cât și Cupa Portugaliei. A dus o politică de promovare a jucătorilor tineri și de perspectivă printre care Cristiano Ronaldo, Ricardo Quaresma și Hugo Viana.
Între 2003 și 2006 a antrenat echipa franceză Rennes. Din 2006 conducea AS Monaco, dar după 10 etape a trebuit sǎ plece de la echipǎ, care se afla pe locul 19. Pe data de 6 aprilie 2007 a semnat un contract pe un an și jumǎtate cu echipa Al-Jazeera (EAU), pe care a antrenat-o până în mai 2008.
În martie 2008 a fost decorat cu Ordinul „Meritul Sportiv” Clasa a II-a.
Pe data de 9 iunie 2008 a semnat un contract cu echipa belgiană Standard Liège. Pe 24 mai 2009 a câștigat Campionatul Belgiei. „Aventura” sa la Standard s-a încheiat în februarie 2010.
În mai 2010 a revenit în Emiratele Arabe Unite, unde a semnat un contract cu Al Wahda FC, echipă din Abu Dhabi. A fost demis însă din această funcție în septembrie 2010, după doar trei meciuri oficiale, două dintre ele pierdute, în Supercupa Emiratelor Arabe Unite și în prima etapă a campionatului.
În ianuarie 2011 a preluat conducerea echipei din Ligue 1 RC Lens, a patra echipă din Franța din cariera sa. Obiectivul său a fost salvarea echipei de la retrogradare, ceea ce nu a reușit.
În octombrie 2020, a preluat conducerea tehnică a echipei elene Panathinaikos F.C.. A fost demis din funcție la 11 mai 2021. Echipa din Atena era pe locul 11 după patru etape, cu două puncte, când a venit tehnicianul român, iar la plecarea acestuia se află pe locul 5, cu 52 de puncte, după 34 de etape, dar fără șanse la calificarea în cupele europene.

## Palmares

### Jucător
- Steaua București:
  - Campionatul României: 1984–85, 1985–86, 1986–87
  - Cupa României: 1984–85, 1986–87[2]
  - Cupa Campionilor Europeni: 1985–86[15]
  - Supercupa Europei: 1986

### Antrenor
- AS Nancy:
  - Ligue 2: 1997–98

- Sporting Lisabona: 
  - Campionatul Portugaliei: 2001-02[5]
  - Cupa Portugaliei: 2001-02
  - Supercupa Portugaliei: 2001-02

- Standard Liège: 
  - Campionatul Belgiei: 2008-09[9]
  - Supercupa Belgiei: 2008

Individual
- Jucătorul român al anului: 1977, 1983[3]
- Antrenorul anului în Belgia: 2009